# Хъшове (телевизионно предаване)
Вижте пояснителната страница за други значения на Хъшове.
„Хъшове“ е телевизионно предаване, създадено от Слави Трифонов в края на 1990-те години, което той води заедно с асистентката си Бети Оноре.

## История
Първото предаване е излъчено по Българската национална телевизия. След множество скандали и последвалото ги спиране на предаването, то започва да се излъчва по телевизия „7 дни“. Последно телевизионно предаване „Хъшове“ е излъчено по БТВ в края на 2000 година с концерта „Хъшове на прощаване“, след което екипът му започва да прави „Шоуто на Слави“.

## Лица
В предаването „Хъшове“ стават известни лицата от „Ку-ку бенд“: Евгени Димитров – Маестрото, Георги Милчев – Годжи, Калин Вельов, Нина Николина, Цветан Недялков и други. „Хъшове“ е първото телевизионно предаване, в което се появяват и актьорите Любомир Нейков, Иван Бърнев, Албена Михова, Руслан Мъйнов, Евтим Милошев, Анн Джи, както и сценаристите Любен Дилов, Иво Сиромахов, Тошко Йорданов и Ивайло Вълчев.